# Wong Fei-hung (film)
Wong Fei-hung - internationaal uitgebracht als Once Upon a Time in China - is een historische actiefilm uit 1991 onder regie van Tsui Hark. Het  verhaal gaat over het leven van de Chinese volksheld Wong Fei-hung (Mandarijn: Huang Feihong), gespeeld door Jet Li.
Wong Fei-hung werd genomineerd voor acht Hong Kong Film Awards, waarvan het die voor beste film, beste cinematografie, beste artdirection en beste bijrolspeler (Jacky Cheung) daadwerkelijk won.

## Rolverdeling
| Acteur         | Personage      |
| -------------- | -------------- |
| Jet Li         | Wong Fei-hung  |
| Yuen Biao      | Leung Fu       |
| Rosamund Kwan  | Aunt Yee       |
| Jacky Cheung   | Buck Teeth Soh |
| Steve Tartalia | Tiger          |
| Kent Cheng     | Porky Lang     |
| Jonathan Isgar | Jackson        |
| Shi-kwan Yen   | Iron Robe Yim  |

## Trivia
- De stem van Jet Li werd nagesynchroniseerd omdat hij geen Kantonees spreekt, maar Mandarijn.